# بناء بالطوب

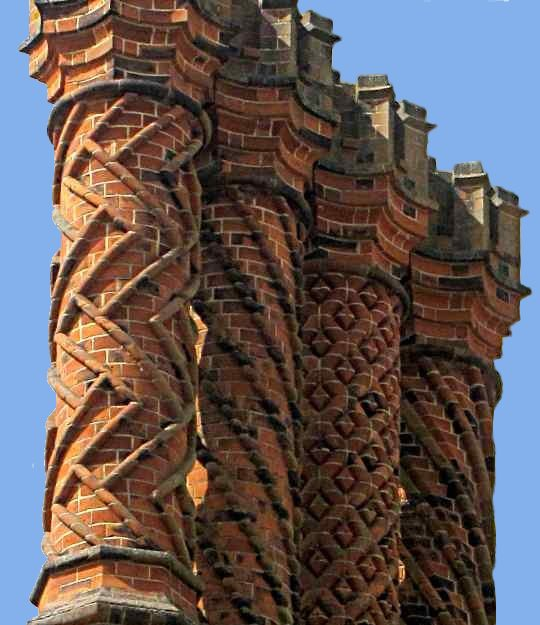
مداخن زخرفية من طوب تيودور، قصر هامبتون كورت، المملكة المتحدة

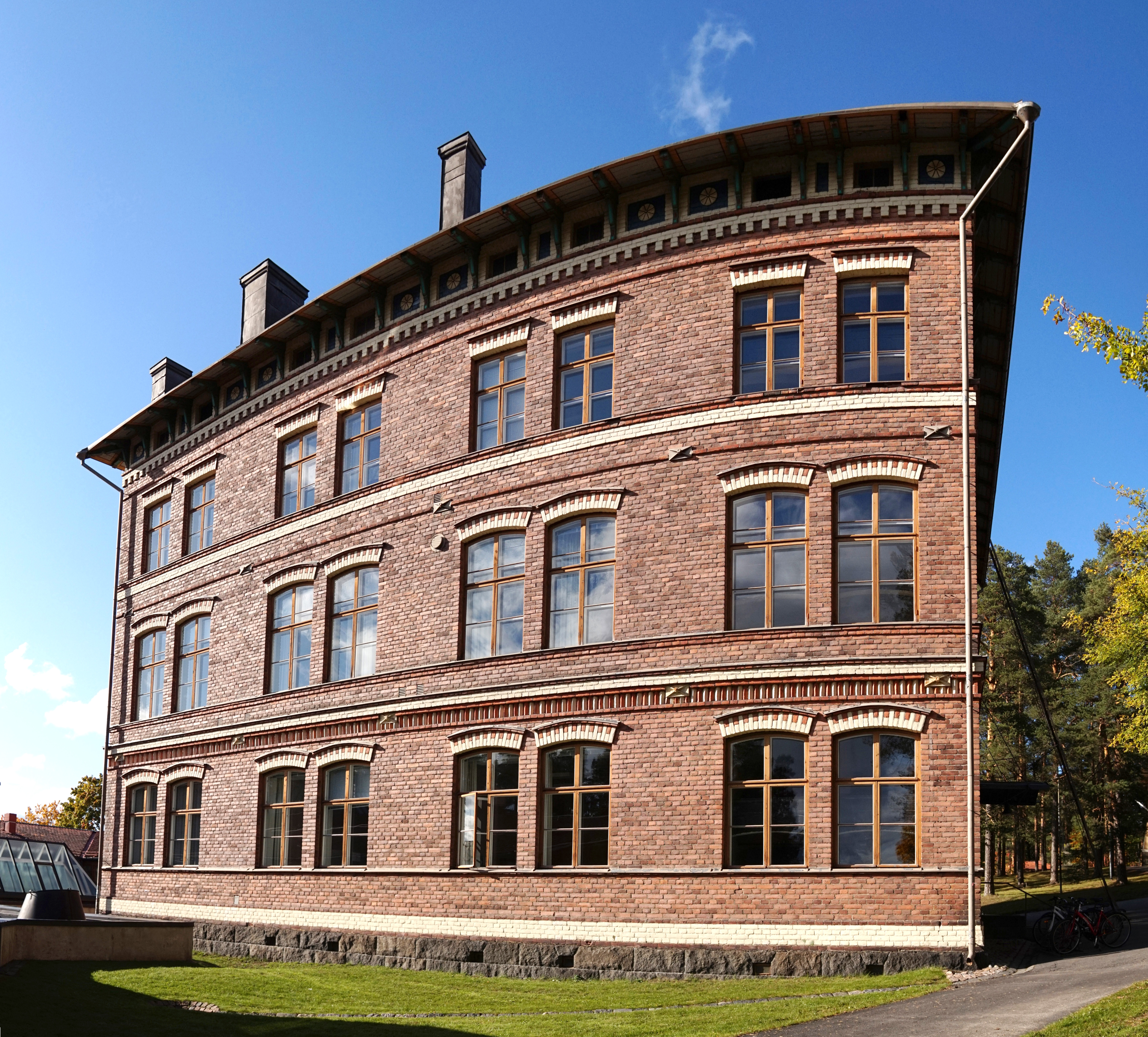
أحد مباني جامعة يوفاسكولا، في يوفاسكولا (فنلندا)

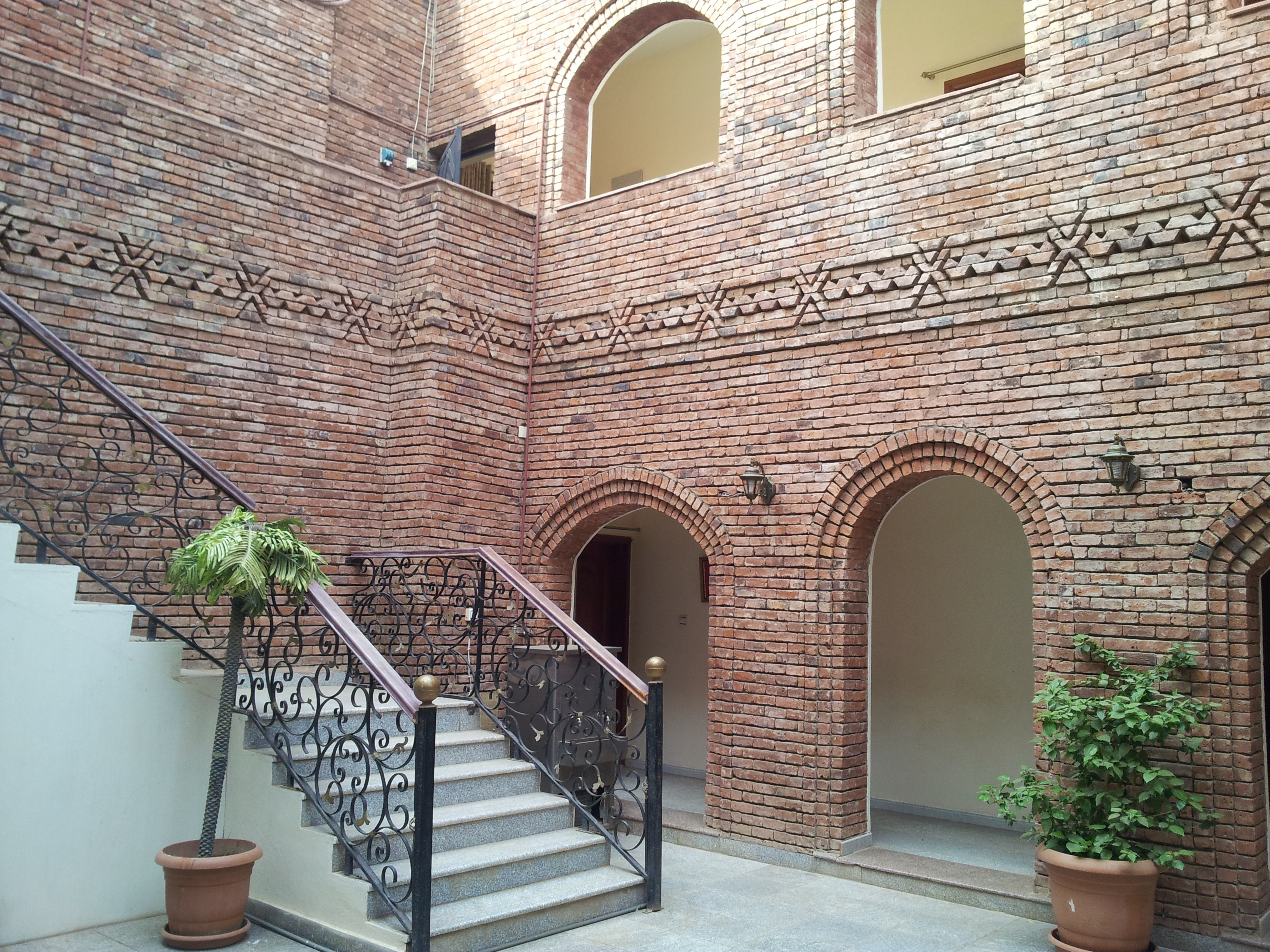
الفناء 2 ، اليمن

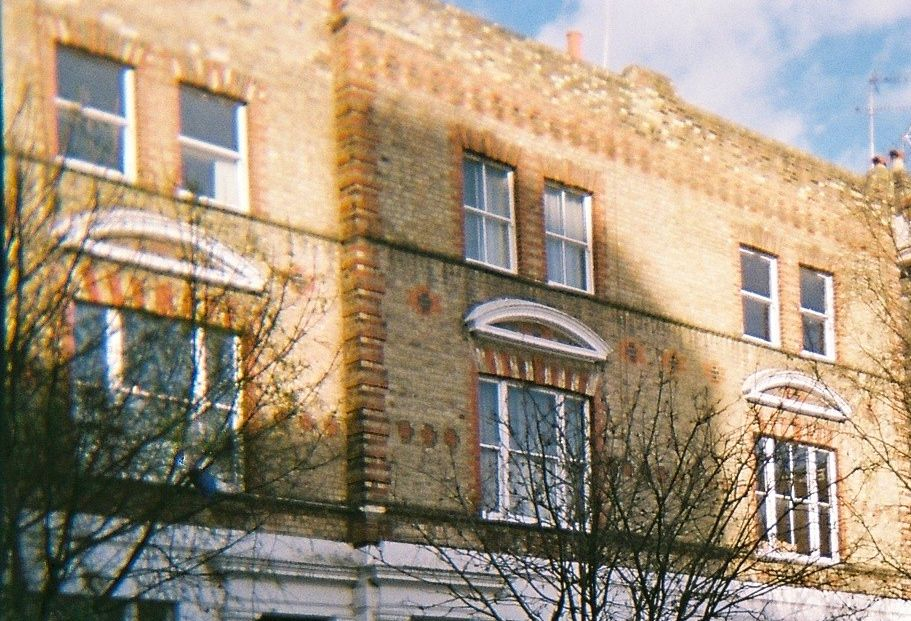
أعمال الطوب متعددة الألوان والمسافة البادئة في شرفة منتصف العصر الفيكتوري في غرب لندن

يعتبر الطوب وسيلة شائعة لبناء المباني، وتم العثور على أمثلة لأعمال الطوب عبر التاريخ منذ العصر البرونزي.

## الربط الألماني
الربط الألماني  (Flemidh bond) هو الربط الذي يكون فيه بجوار كل طابوقة على الرأس طابوقة على الطول وهكذا بالتناوب  في جميع الجدار ويكون على نوعين.
- ربط ألماني زوجي (double flemish bond)
- ربط ألماني فردي (single flemish bond)

### ربط ألماني زوجي
ويكون فه مظهر الجدار من الامام والخلف من نوع ربط ألماني وتكون كل طابوقة على الراس موضوعة في وسط الطابوقة على الطول التي تحتها عدا الاركان طبعا ولا يكون هذا الربط بقوة الربط الإنكليزي لوجود عدد من المفاصل العمودي القصيرة مستمرة في السوف المتجاورة إلى انه يعتبر أكثر جمالا واقتصادا من الربط الإنكليزي ويلاحظ في هذا الربط وضع دوالة مجاور الطابوقة على الرأس في الركن أو بداية الجدار أي كما في الربط الإنكليزي لضمان مسافة الحل المطلوبة.

### ربط ألماني فردي
ويكون فه الربط ألمانيا في الواجهة الامامية للجدار وانكليزيا في الواجهة الخلفية في جميع السوف ويكون الجدار حائزا على جمال الربط الألماني في الواجهة ويتبع هذا الاسلوب في البناء عند الرغبة في الاقتصاد باستعمال الطابوق النظيف وذلك للواجهة فقط وان اقل سمك ممكن للجدران في هذه الحالة 1.5 طابوقة وان هذا الربط ضعيف نسبياً لوجود مفاصل عمودية مستمرة في السوف المتجاورة وتالشكف كثيرا في هذا البناء ايضاً.

## الربط الإنجليزي
الربط الإنجليزي (English bond) هو الربط الذي يكون وضع الطابوق في وجه الجدار على الطول في ساف بأكملة وعلى الرأس في الساف الذي يليه وهكذا أي إن البناء يكون بنوعين من السوف، كل نوع فوق الساف من النوع الآخر ا.